# Richard Howe
L'Almirall de la Flota Richard Howe, 1r comte Howe, KG (8 de març de 1726 - 5 d'agost de 1799) fou un oficial naval britànic. Després de servir durant tota la Guerra de Successió Austríaca, es va guanyar una reputació pel seu paper en operacions amfíbies contra la costa francesa com a part de la política britànica de descendència naval durant la Guerra dels Set Anys. També va participar, com a capità naval, en la decisiva victòria naval britànica a la batalla de la badia de Quiberon, el novembre de 1759.
A Amèrica del Nord, Howe és més conegut pel seu servei durant la Guerra de la Independència dels Estats Units, on va actuar com a comandant naval i comissari de pau amb els rebels nord-americans; també va realitzar un reeixit relleu durant el Gran Setge de Gibraltar en les etapes posteriors de la Guerra.
Posteriorment, Howe va comandar la victoriosa flota britànica durant el Gloriós Primer de Juny el juny de 1794, durant les Guerres de la Revolució Francesa.